# Ниланкан (контрольный пункт связи)
Ниланка́н — упразднённый в 2024 году контрольный пункт связи в районе имени Полины Осипенко Хабаровского края.

## Население
| 2002 | 2010 | 2011 | 2012 | 2021 |
| ---- | ---- | ---- | ---- | ---- |
| 0    | →0   | →0   | →0   | →0   |